# The Circle. Krąg
The Circle. Krąg (ang. The Circle) – amerykańsko-emiracki technothriller zrealizowany w koprodukcji ze Zjednoczonymi Emiratami Arabskimi, w reżyserii Jamesa Ponsoldta z 2017 roku, na podstawie powieści Dave’a Eggersa The Circle z 2013 roku. Główne role w filmie zagrali Emma Watson, Tom Hanks, John Boyega, Karen Gillan, Ellar Coltrane, Patton Oswalt, Glenne Headly oraz Bill Paxton.
Premiera filmu odbyła się 26 kwietnia 2017 podczas Festiwalu Filmowego Tribeca, a dwa dni później, 28 kwietnia, obraz trafił do kin na terenie Stanów Zjednoczonych. W Polsce premiera filmu odbyła się 19 maja 2017 roku.

## Fabuła
Młoda dziewczyna Mae Holland (Emma Watson) dostaje posadę w korporacji The Circle – najpotężniejszej firmie internetowej na świecie i jest zafascynowana nowym miejscem pracy, a zwłaszcza założycielem koncernu, wizjonerem Eamonem Baileyem (Tom Hanks). Pochłonięta obowiązkami Mae nie zauważa, że Bailey wciągnął ją w śmiertelnie niebezpieczną grę.

## Obsada
- Emma Watson jako Mae Holland
- Tom Hanks jako Eamon Bailey
- John Boyega jako Ty Lafitte/Kalden
- Karen Gillan jako Annie Allerton
- Ellar Coltrane jako Mercer
- Patton Oswalt jako Tom Stenton
- Bill Paxton jako Vinnie Holland, ojciec Mae
- Glenne Headly jako Bonnie Holland, matka Mae
- Poorna Jagannathan jako doktor Jessica Villalobos
- Nate Corddry jako Dan
- Jimmy Wong jako Mitch
- Ellen Wong jako Renata

## Produkcja
Zdjęcia do filmu kręcono w Angeles National Forest, Pasadenie, Castaic, Manhattan Beach, Topandze, Glendorze, Los Angeles, Altadenie, El Camino Village, Santa Clarita oraz Piru w stanie Kalifornia w Stanach Zjednoczonych.

## Odbiór

### Box office
Z dniem 14 maja 2017 roku film The Circle. Krąg zarobił $18.9 mln w Stanach Zjednoczonych i w Kanadzie, a $2.9 mln w innych krajach, łącznie $21.8.

### Krytyka w mediach
Film The Circle. Krąg spotkał się z negatywnymi recenzjami od krytyków. W serwisie Rotten Tomatoes średnia ocen filmu wyniosła 15% ze średnią oceną 4,3 na 10. Na portalu Metacritic średnia ocen wyniosła 43 punktów na 100.